# لیلی و مجنون (فیلم ۱۳۴۹)
لیلی و مجنون فیلمی به کارگردانی سیامک یاسمی و نویسندگی ابراهیم زمانی آشتیانی محصول سال ۱۳۴۹ است.

## خلاصه داستان
ماجرای عشق لیلی و مجنون که با درد و رنج فراوان توأم است و در پایان در طوفانی از شن به مرگ آن‌ها منتهی می‌شود…

## بازیگران
- بهروز وثوقی
- رضا بیک ایمانوردی
- لیلا فروهر
- آفرین عبیسی
- رفیع حالتی
- ویکتوریا
- اکبر خواجوی
- سیمین غفاری
- آرمان
- همایون
- حبیب‌اله بلور
- همایون بهادران
- ژاله
- احمد قدکچیان